# Nazális hang
A nazális hang (esetleg „orrhang”) a fonetikában olyan beszédhang, melynek képzése során a levegő részben vagy teljes egészében az orron át áramlik ki.

## Mássalhangzók
A nazális mássalhangzók a zárhangok speciális csoportja, melynek képzésekor a levegő az orron át áramlik ki. Míg az orális hangoknál az ínyvitorla (velum) a torok hátsó falához támaszkodva elzárja az orrüreget, addig a nazálisoknál egy orális zár keletkezik, és az ínyvitorla lesüllyed, ezáltal a levegő nagyobbrészt az orron keresztül távozik. Eközben az orrüreg és a szájüregnek azon része, mely hátulról a zárás helyéig terjed, rezonanciaüregként szolgál.
Az orrhangok többsége zöngés hang. Az izlandi nyelvben viszont például zöngétlen orrhang is van.

### Nazális mássalhangzók a magyarban
A nazális hangok a magyar nyelvben a képzés helye szerint (előbb az IPA-jelet, majd a megfelelő betűt megadva):
- labiális: /m/ (m)
- alveoláris: /n/ (n)
- palatális: /ɲ/ (ny)

### Nazális mássalhangzók IPA-jelei
A nazális hangok jelölése a Nemzetközi fonetikai ábécében az alábbiak:
- Zöngés bilabiális orrhang [m]
- Zöngés labiodentális orrhang [ɱ]
- Zöngés alveoláris orrhang [n]
- Zöngétlen alveoláris orrhang [n̥]
- Zöngés retroflex orrhang [ɳ]
- Zöngés palatális orrhang [ɲ]
- Zöngés veláris orrhang [ŋ]
- Zöngés uvuláris orrhang [ɴ]

## Magánhangzók
A nazális magánhangzók képzésénél a levegő részben az orron keresztül áramlik ki. Az ilyen magánhangzókat a fonetikai átírásokban a betűjel feletti hullámvonallal jelölik: [ã], [ẽ], [õ] stb. Gyakoriak a franciában, a portugálban, a lengyelben illetve az ind nyelvekben is.